# Patricia Hall
Pour les articles homonymes, voir Hall.
Patricia Hall (née le 16 octobre 1982 dans la Paroisse de Saint Ann) est une athlète jamaïcaine, spécialiste du 400 mètres.

## Biographie
En 2011, Patricia Hall remporte deux médailles lors des Championnats d'Amérique centrale et des Caraïbes tenus à Mayagüez : l'argent en individuel sur 400 m, derrière sa compatriote Shereefa Lloyd, et l'or au titre du relais 4 × 400 m. Elle participe fin août aux séries du relais 4 × 400 m des Championnats du monde de Daegu et permet à l'équipe de Jamaïque d'accéder à la finale. Non retenue lors de l'ultime course, elle reçoit néanmoins la médaille d'argent au même titre que ses coéquipières.
En février 2012, elle est l'athlète en forme des meetings en salle, battant ainsi le record du meeting de Liévin sur une distance peu courue, le 300 mètres, dans un temps 35 s 69 puis lors du meeting Femina du Val-d'Oise le 17 février, elle réalise la meilleure performance mondiale de l'année sur 200 mètres en salle en 22 s 88.
Le 7 juin 2012, lors des Bislett Games d'Oslo, 5e étape de la ligue de diamant 2012, elle termine seconde du 400 mètres en 50 s 71 (PB) loin derrière Amantle Montsho (49 s 68) mais devant Debbie Dunn (51 s 22, SB).

### Palmarès
| Date | Compétition                                      | Lieu      | Résultat | Épreuve     |
| ---- | ------------------------------------------------ | --------- | -------- | ----------- |
| 1998 | Championnats du monde juniors                    | Annecy    | 1re      | 4 × 400 m   |
| 1999 | Championnats du monde jeunesse                   | Bydgoszcz | 3e       | 400 m haies |
| 2011 | Championnats d'Amérique centrale et des Caraïbes | Mayagüez  | 2e       | 400 m       |
| 2011 | Championnats d'Amérique centrale et des Caraïbes | Mayagüez  | 1re      | 4 × 400 m   |
| 2011 | Championnats du monde                            | Daegu     | 2e       | 4 × 400 m   |
| 2013 | Championnats des Iles aux vents                  | Tortola   | 1re      | 200 m       |
| 2013 | Championnats des Iles aux vents                  | Tortola   | 1re      | 400 m       |
| 2014 | Championnats du monde en salle                   | Sopot     | 5e       | 400 m       |
| 2014 | Championnats du monde en salle                   | Sopot     | 2e       | 4 × 400 m   |
| 2016 | Championnats du monde en salle                   | Portland  | -        | 4 x 400 m   |

### Records
| Épreuve | Épreuve      | Performance | Lieu      | Date            |
| ------- | ------------ | ----------- | --------- | --------------- |
| 400 m   | En plein air | 50 s 71     | Oslo      | 7 juin 2012     |
| 400 m   | En salle     | 51 s 66     | Stockholm | 23 février 2012 |